# Калашники (Криворізький район)
Кала́шники — село в Україні, у Вакулівській сільській громаді Криворізького району Дніпропетровської області. Населення — 7 мешканців.

## Географія
Село Калашники знаходиться на правому березі річки Жовтенька, вище за течією на відстані 0,5 км розташоване село Мар'ївка, на протилежному березі — село Дачне. На річці зроблено кілька загат.

## Населення
За переписом населення 2001 року в селі мешкало 7 осіб.

### Мова
Розподіл населення за рідною мовою за даними перепису 2001 року:
| Мова       | Відсоток |
| ---------- | -------- |
| українська | 85,71 %  |
| білоруська | 14,29 %  |

## Інтернет-посилання
- Погода в селі Калашники [Архівовано 20 грудня 2011 у Wayback Machine.]